# Barauszahlung
Die Barauszahlung ist im Zahlungsverkehr eine Auszahlung, bei der der Zahlungsempfänger aus einem Kassenbestand gegen Quittung Bargeld erhält. Das Gegenstück zur Barauszahlung ist die Bareinzahlung.

## Allgemeines
Durch die Barauszahlung vermindert sich beim Zahlungspflichtigen der Kassenbestand. Mit der Übergabe des Geldbetrags findet eine Übereignung auf den Zahlungsempfänger statt. Durch die Barauszahlung wird Buchgeld in Bargeld transformiert. Der Kassierer prüft den Geldbetrag und zahlt ihn durch Zählen aus. Gründe für die Barauszahlung sind der Bargeldmangel des Verbrauchers oder in der Tageskasse von Läden, oder Zahlungspflichtige ohne Bankverbindung erfüllen hierdurch ihre Verbindlichkeiten etwa aus Dauerschuldverhältnissen (beispielsweise Miete, Nebenkosten, Versicherungsprämien). Barauszahlungen gibt es vor allem bei Kreditinstituten (für eigene Zwecke des Verbrauchers oder Bezahlungen von Rechnungen Dritter). Auch an POS-Terminals in Supermärkten sind Barauszahlungen verbreitet. Die Barauszahlung wird auch Abhebung genannt.
Der Geschäftsvorfall wird in der Buchführung durch Buchung dokumentiert. Sie führt zur Verminderung des Kassenbestands. Barauszahlungen vermindern als Belastung des Girokontos einen bestehenden Habensaldo und erhöhen einen bestehenden Sollsaldo oder verwandeln einen Habensaldo in einen Sollsaldo.
Zu den Auszahlungen im Sinne betriebswirtschaftlicher Stromgrößen zählen außer Barauszahlungen ferner Verringerungen der Bestände von Sichteinlagen.

## Transaktion mit einem Kreditinstitut
Bargeld beziehen Wirtschaftssubjekte (Privatpersonen, Selbstständige, Arbeitnehmer oder juristische Personen) im Allgemeinen von einem Kreditinstitut. Die in früheren Jahrzehnten übliche bare Entlohnung von Arbeitnehmern mittels Lohntüte ist in der Regel durch bargeldlosen Zahlungsverkehr ersetzt.
Barein- und Barauszahlungen am Bankschalter sind als Zahlungsdienste durch Bankgebühren bepreisbar. Nach diesem Urteil ist es einer Bank nicht generell verwehrt, in ihren Allgemeinen Geschäftsbedingungen für Bareinzahlungen und Barauszahlungen auf ein oder von einem Girokonto am Bankschalter ein Entgelt vorzusehen, selbst wenn es an einer (angemessenen) Freipostenregelung fehlt. Denn nach Inkrafttreten des Zahlungsdiensterechts unterliegt eine solche Klausel nicht mehr ohne weiteres der Inhaltskontrolle. Klauseln, die Bareinzahlungen auf oder Barabhebungen von Girokonten am Bankschalter bepreisen, bestimmen als solche den Preis für eine vertragliche Hauptleistung mit der Folge, dass sie im Grundsatz der Inhaltskontrolle nicht unterliegen. Barein- und Barauszahlungen stellen einen Zahlungsdienst nach § 675f Abs. 5 Satz 1 BGB dar, für den ein Entgelt als Gegenleistung vereinbart und verlangt werden darf.

### Bargeld vom Geldautomaten
Für das Abheben von Geldbeträgen vom eigenen Bankkonto bedient sich die Mehrzahl der Kunden der von Kreditinstituten bereitgestellten Geldautomaten. In Deutschland nutzen 84 % den Geldautomaten mindestens monatlich (darunter 41 % mindestens einmal die Woche), während lediglich 25 % den Schalter vorziehen (darunter 8 % mindestens einmal die Woche). Lediglich 12 % nutzen den Geldautomaten gar nicht, aber 54 % gehen nicht zum Schalter.
Geldautomaten sind teilweise rund um die Uhr zugänglich und überdies zusätzlich an häufig frequentierten Orten wie Einkaufszentren, Bahnhöfen oder Flughäfen aufgestellt. Nach Einführen der EC-Karte oder einer Kundenkarte der Bank sowie Eingabe der PIN und des gewünschten Betrages werden dem Karteninhaber bei vorhandener Deckung maschinell Banknoten ausbezahlt.

### Bargeld von der Kasse
Empfänger des Geldes können Kontoinhaber oder Dritte sein. Die Auszahlung wird in der Regel an einer Kasse in den Räumlichkeiten der Bank oder Sparkasse erledigt. Im Normalfall kann ein Kontoinhaber oder ein Bevollmächtigter – jedoch kein anderer Dritter – Bargeld gegen Quittung auf einem bankeigenen Auszahlungsbeleg erhalten. Die Legitimation erfolgt im Normalfall per Unterschrift, in Ausnahmefällen auch durch die zusätzliche Vorlage eines amtlichen Lichtbildausweis.
Gemeinhin ist im Giroverkehr die Vorlage eines vollständig ausgefüllten Barschecks, den der Kontoinhaber oder jemand mit Zeichnungsberechtigung unterschrieben hat, notwendig. Der Kassierer überprüft, ob der Scheck gedeckt ist und ob die Unterschrift/en gültig ist/sind. Auf der Scheckrückseite quittiert der Geldempfänger mit seiner Unterschrift. Dann erfolgt die Auszahlung des Scheckbetrages in gewünschter Stückelung.
Unternehmen, Kaufleute und sonstige Organisationen kündigen in der Regel ihre größeren Geldbestellungen und die gewünschten Stückelungen vorher an. Die Geldabholung durch Geldtransporter geschieht nach Überprüfung des mitgebrachten Schecks in besonders gesicherten Bereichen, oft in einem direkten Kontakt mit einer Hauptkasse.
Im Sparverkehr erfordern die Abhebungen von einem Sparkonto die Vorlage des Sparbuchs. Wer ein solches vorlegt, gilt grundsätzlich als legitimiert für den Empfang des Geldes. Zusätzliche Sicherheit gegen unberechtigte Verfügungen bietet hier die Vereinbarung eines Kennworts. Den notwendigen Auszahlungsbeleg muss der Geldempfänger unterschreiben.
Eine Barauszahlung kann ferner beispielsweise auch dann vorkommen, wenn ein privater Bankkunde den Gegenwert für einen genehmigten Ratenkredit bar mitnehmen will. Auf dem Auszahlungsbeleg findet sich dann nicht nur die Quittung des Kunden über den Erhalt des Geldes, sondern auch die interne Zahlungsanweisung an den Kassierer durch einen dazu befugten Bankmitarbeiter.

### Barauszahlung bei Tafelgeschäften
Die Barauszahlung ist bei einem Tafelgeschäft die Gegenleistung für den Ankauf von Sorten, Edelmetallen (in Form von Gold- oder Silbermünzen, Medaillen, Barren), Reiseschecks oder Wertpapieren durch Kreditinstitute.
Barauszahlungen gibt es dabei auch in Fremdwährungen. Aus Sicht der Bank wird dann ein Sortenverkauf getätigt. Privatpersonen, die ins Ausland reisen, sichern sich damit Bargeld zur Bezahlung von Einkäufen oder anderen Ausgaben im besuchten Land. Der Gegenwert für den Sortenverkauf wird je nach Kundenwunsch entweder seinem Konto belastet oder von ihm in inländischer Währung bar bezahlt.

### Bargeldbewegung mit der Notenbank
Die Kreditinstitute ihrerseits lassen Barauszahlungen von Banknoten und/oder Scheidemünzen bei der jeweiligen nationalen Zentralbank, in Deutschland von ihrer Bundesbankfiliale, vornehmen. Sie lassen sich im Rahmen ihrer Disposition des Kassenbestandes jene Stückelungen zur Verfügung stellen, die sie für die Geldversorgung ihrer Kunden benötigen. Die Kreditinstitute bedienen sich ebenfalls auf den Geldtransport spezialisierter Unternehmen, deren beiden Mitarbeitern ein von zwei zeichnungsberechtigten Bankangestellten unterschriebener Barscheck überlassen wird. Es gilt jeweils aus Sicherheitsgründen das Vier-Augen-Prinzip. Die Abholungen werden der Zentralbank rechtzeitig telefonisch avisiert, damit sie die mit einer Kunststofffolie verschweißten Geldpakete oder plombierten Geldsäcke mit Münzrollen bereitstellen kann.

## Sonstige Transaktionen
Barauszahlungen sind nicht allein auf Kreditinstitute beschränkt. Denkbar sind unter anderem
- bare Zuflüsse an Begünstigte im Finanztransfergeschäft
- Barauszahlung von Unterstützung im Wege der Sozialhilfe
- Barausgleich bei Optionsgeschäften, also Zahlung von Bargeld statt der Lieferung eines Sachwerts oder Wertpapiers

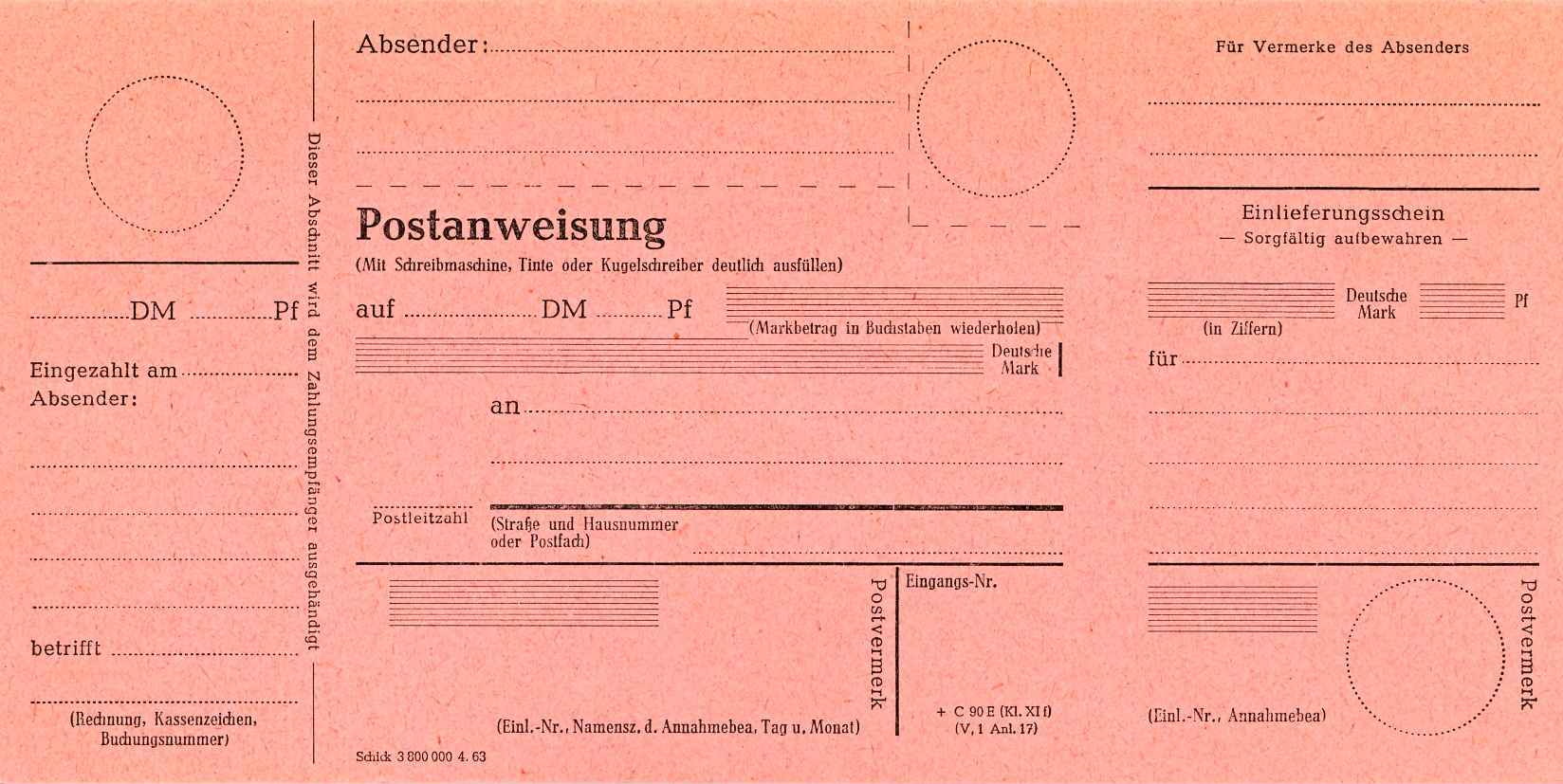
Postanweisung

Im Postdienst ist die Zahlungsanweisung zur Verrechnung geschaffen worden. Den Betrag kann sich der Zahlungsempfänger oder eine von ihm beauftragte Person bei jeder Auszahlungsstelle der Deutschen Post oder der Deutschen Postbank bar auszahlen lassen. Es fallen hierfür Auszahlungsgebühren an. Zusteller können als Geldbriefträger fungieren. Die Postanweisung ist weggefallen.

## Geldwäschegesetz
Die Abgabe großer Geldbeträge unterliegt den jeweiligen gesetzlichen und sonstigen Bestimmungen über Geldwäsche. Der Zahlungsempfänger muss deshalb gegebenenfalls vom Kassierer identifiziert werden.
Bei Auszahlungen ab 10.000 Euro (§ 10 Abs. 3 Nr. 2 Geldwäschegesetz) bzw. Sorten im Gegenwert von 2.500 Euro (§ 25k Abs. 1 Kreditwesengesetz) ist dies in Deutschland zwingend vorgeschrieben.